# Онтологія проєктування
Онтологія проєктування — це формалізований опис знань суб'єктів проєктування про процес проєктування нових або модернізацій уже відомих артефактів, включаючи знання про сам об'єкт проєктування й близьких до нього за властивостями артефактів, а також тезаурус предметної області.
У проєктуванні завжди присутні об'єкт і суб'єкт проєктування. Суб'єкт формулює мету, визначає методи, засоби й підбирає ресурси для створення конкретного артефакту — об'єкта проєктування. Особистісні характеристики (пріоритети, пристрасті, уявлення, розуміння) формують не тільки потребу й критерії оцінки майбутнього об'єкта проєктування, але й визначають вибір виконавців з їхніми методами, підрядників з їхніми комплектуючими й навіть споживачів, і ринок. Від ідеї, що виникла в голові в генія, до покупця, зорієнтованого менеджером — людський фактор відіграє вирішальну роль. «Кадри вирішують все!» — це не гасло часу, це аксіома еволюції людської цивілізації.
Онтологія проєктування, її понятійний апарат, її базові принципи — інваріантні до предметної області, у той час як саме проєктування, як діяльність, завжди предметне, завжди об'єктно-орієнтоване. Розвиваючись як наукова дисципліна, онтологія проєктування вбирає й узагальнює накопичений досвід із різних предметних областей.
Об'єкти проєктування — реальні й віртуальні сутності, розроблювані суб'єктами проєктування. До об'єктів проєктування належать: матеріальні об'єкти, системи, машини, механізми, комп'ютери, а також програмне забезпечення.
Суб'єкти проєктування — розумні сутності, що беруть участь у процесі створення артефакту — об'єкта проєктування. До них належать: фахівці (онтолог, когнітолог, психолог, маркетолог, проєктант, конструктор, фахівець із міцності, аеродинамік, технолог, економіст, експлуатаційник, виконавець), організована група фахівців (підприємство, проєктне бюро, інститут, лабораторія), замовник (споживач, користувач, клієнт), Бог (Творець, Творець, Абсолют). Суб'єкти проєктування є носіями знань, а також мають властивість передавати, отримувати й обробляти знання. До складу суб'єктів проєктування включений і Бог, як віртуальний Творець усього й уся. Його незрима присутність відчувається рядовими творцями, які зчитують крупинками знання про світобудову, малу частку з яких спрямовують на вдосконалювання середовища перебування й самовдосконалення.
Середовище проєктування — оточення, у якому здійснюється таїнство створення нових артефактів — об'єктів проєктування. Крім об'єктів і суб'єктів проєктування в середовищі проєктування присутні й активно використовуються різні інструментарії (інші об'єкти: реальні й віртуальні) і ресурси (матеріальні, інтелектуальні, фінансові).
Рушійною силою в проєктуванні є потреба, що нерозривно пов'язана із суб'єктом проєктування — з людиною (замовником, проєктувальником). Формування її важко передбачуване, але вона завжди або майже завжди спирається на минуле: на досвід, що породжуються різних асоціацій на базі збереженої інформації того ж минулого й випадкової комбінації всього й уся. Психологія проєктування, як розділ онтології проєктування, вивчає взаємини суб'єкта й об'єкта проєктування, мотиви взаємовідношення застосовуваних засобів, сам процес трансформації потреби в проєкт через технічне завдання.
Онтологія проєктування, народжена на стиках наук та проєктних практик, покликана узагальнити досвід проєктування процесів і об'єктів у різних предметних областях. Накопичений досвід проєктної діяльності у гуманітарних і технічних сферах, таких як, освіта, юриспруденція, проєктування технічних систем і процесів, управління підприємством, соціальними системами та інших наочно демонструє концептуалізацію цієї діяльності і скрізь ми виявляємо властиве процесу проєктування загальне сутнісне начало, особливості і специфіку предметності моделювання майбутнього (об'єкта, системи, процесу).
Значимість онтології проєктування як наукового напрямку, який прагне структурувати і в підсумку формалізувати процес проєктування, полягає в узагальненні і синтезі виявлених закономірностей, в перенесенні отриманих знань з «передових» предметних областей в ті області, де процес пізнання ще не досяг сучасного рівня знань. Метафора «погляд згори, як проєкція поглядів знизу» — семантично точно відображає суть онтології проєктування, так як зібрані онтології предметних областей дозволять здійснити структуризацію і кластеризацію знань про процеси проєктування, тим самим узагальнити і сформувати «погляд згори».